# 岐阜清流病院
医療法人清光会 岐阜清流病院（いりょうほうじんせいこうかい ぎふせいりゅうびょういん）は、岐阜県岐阜市川部3丁目25番地にある病院。
2017年（平成29年）までの名称は岐阜中央病院（ぎふちゅうおうびょういん）であり、同年に医療法人清光会に譲渡されると、2018年（平成30年）4月に岐阜清流病院に改称した。

## 特色
初診時・再診時の特別な料金(初診料機能強化加算)の徴収を行っていない。
岐阜中央病院時代から、岐阜大学医学部附属病院に次ぐ岐阜市北部で最大規模の病院であり、岐阜市北西部や隣接する北方町の地域医療を担っている。

## 沿革

### 岐阜中央病院時代
岐阜中央病院時代は診療科11科、病床数352床（一般296床、療養56床）を有し、岐阜市北部を代表する病院の一つであった。日本医療機能評価機構認定病院。救急指定病院として岐阜県知事により告示されている。多くの診療科を持つ病院だったが、前身の名前にもあるように特にリハビリテーション医療に特徴があり、岐阜地域リハビリテーション広域支援センターの機関指定も受けていた。本院は岐阜県内でも屈指の規模を持つリハビリテーション施設を有しており、通院・入院リハビリはもちろん訪問リハビリやデイケアによるリハビリにも対応しており、リハビリテーション科医師4名（2008年2月時点）を含む約50名のスタッフによって理学療法・作業療法・言語療法のいずれも可能となっている。また県内で初めて回復期リハビリテーション病棟が設置されたのも本院であった。脳神経外科関連の疾患や術後のリハビリ期などに用いられていた。
終末期医療においては、岐阜中央病院には28床からなる緩和ケア病棟（ホスピス）を有しており、日本医療機能評価機構にも付加機能として認定されていた。緩和ケア病棟の設置は岐阜県では本院が唯一であった。であることから、岐阜県においては緩和医療の中心的な役割を担っている。また慢性期医療や終末期医療だけでなく、本院は急性期医療に関しても力を入れており、救急医療に関しては二次救急病院として年間1200～1500台の救急搬送・5000人前後の救急患者を受け入れていた。2007年7月には心臓カテーテル室が設置され、循環器科の診療機能拡大が図られていた。そのほか脳神経外科病棟には脳卒中センターとしての機能を有していた。
設備面においてはMRIや16列マルチスライスCT、マンモグラフィなど多数の高度医療機器を備えていた。また2007年7月には前述の心臓カテーテル室の整備と共に、岐阜県内で4番目・岐阜地区では岐阜県総合医療センターに次ぐ2番目にPET-CTが導入されており、がん診断などに用いられていた。施設面においては、本院は1999年に現在の場所に移転され、それと同時に緩和ケア病棟などが整備されていた。また回復期リハビリテーション病棟やHCU、亜急性期病床が整備されており、症状に応じた対応が可能となっていた。そのほか本院には天然温泉に入浴することができる温泉棟や人工透析センターなどが設置されていた。なお本院は健康増進法に基づいて駐車場なども含め敷地内においては全面禁煙となっていた。
その他の特徴として、岐阜中央病院の近隣には姉妹法人となる「社団法人誠広会」が運営している「ケアハウス やすらぎの里 川部苑」や「特別養護老人ホーム やすらぎの里 川部苑」があり、本院併設の訪問看護ステーションやデイケアセンターも含め、介護分野においても地域の拠点となっていた。また本院は作業療法士や理学療法士など医療技術者の実習学校に指定されていた。そのほか、本院と平野総合病院の間を結ぶバスが運行されていた。
ピーク時の2008年は年間11万人だった患者数が6万人まで激減した。患者減のため大学病院から派遣されていた医師が徐々に引き挙げられ、内科の医師は2人にまで減っていた。周囲の診療所から患者を紹介されても入院を受け付けられず、別の病院に紹介するという事態まで起こっていた。「残った常勤医師は70代。372床の病床数はとても回せない。いつまでもつかという状況だった」（元職員）

### 年表
岐阜中央病院（～2017年）
- 1983年（昭和58年）：岐阜リハビリテーション病院として設立。
- 1990年（平成2年）：誠広会病院へ改称。
- 1999年（平成11年）：現在地に移転して岐阜中央病院へ改称する。デイケアセンターを設置する。
- 2007年（平成19年）：PETセンターが設置される。
- 2017年（平成29年）：誠広会が民事再生申し立て、民事再生手続きを開始。負債総額87億円 [6]

岐阜清流病院（2018年～）
- 2018年（平成30年）：誠広会から譲渡を受けた医療法人清光会により、岐阜清流病院として開設。

## 診療科
- 内科
- 循環器科
- 消化器科
- 糖尿病内分泌科
- 肝臓内科（内科)
- 神経内科（内科)
- 漢方外来（内科）
- 内視鏡内科（内科）
- 人工透析内科（内科）
- 外科
- 心臓血管外科
- 整形外科
- 脳神経外科
- リハビリテーション科
- 放射線科
- 麻酔科
- 眼科
- 歯科（小児歯科、矯正歯科含む）
- 緩和ケア科外来 ほか

## 施設概要
- 外来各科
- 一般病床
- 回復期リハビリテーション病棟
- 緩和ケア病棟
- 中央手術室・中央材料室
- リハビリテーションセンター
- 緩和ケア
- 血液浄化センター
- 訪問看護ステーション
- 院内託児所 すこやか清流

## 交通アクセス
- 岐阜バス
  - 大野忠節線・モレラ忠節線「川部」停留所より徒歩5分
  - 真正大縄場線「曽我屋東」停留所より徒歩10分